# Nadir (nome)
Nadir  è un nome proprio di persona italiano maschile e femminile.

## Varianti
- Femminili: Nadiria[1][2]

### Varianti in altre lingue
- Arabo
  - Maschili: نادر (Nadir, Nader)[3][4][5]
  - Femminili: نادرة (Nadira)[5][6][7]
- Turco
  - Maschili: Nadir[4]
  - Femminili: Nadire[7]

## Origine e diffusione
Si tratta di un nome arabo e persiano, tratto dall'omonimo vocabolo arabo che significa "raro", "prezioso", "straordinario".
La diffusione in Italia è relativamente recente ed è, oltre ad una moda esotica, anche una ripresa letteraria e teatrale: il nome venne infatti adoperato da Georges Bizet per il protagonista della sua opera I pescatori di perle (dove è peraltro fuori luogo, essendo ambientata a Ceylon), e poi da Emilio Salgari ne Il re della montagna. Parte della diffusione può anche essere dovuta al punto cardinale del nadir, che si contrappone allo zenit: anche in questo caso l'etimologia è araba, dall'espressione نَظِير السَّمْت (naẓīr as-samt), che vuol dire proprio "opposto allo zenit".
È attestato sparsamente nel Nord e nel Centro, con punte in Lombardia ed Emilia-Romagna; il nome, che viene pronunciato sia "Nàdir", sia "Nadìr", è adoperato quasi solo al maschile, ma non mancano usi al femminile.

## Onomastico
Il nome è adespota, ossia privo di santo patrono; l'onomastico si può festeggiare eventualmente il 1º novembre, in occasione di Ognissanti.

## Persone

### Maschile

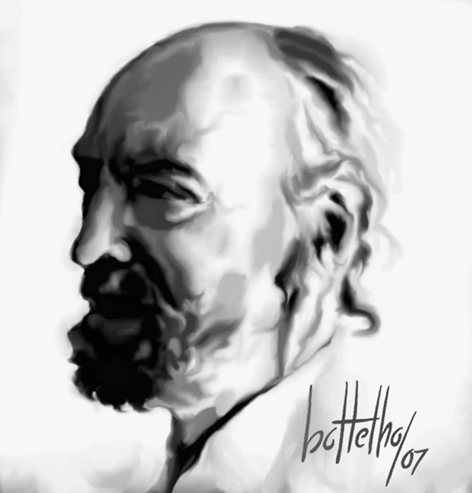
Nadir Afonso

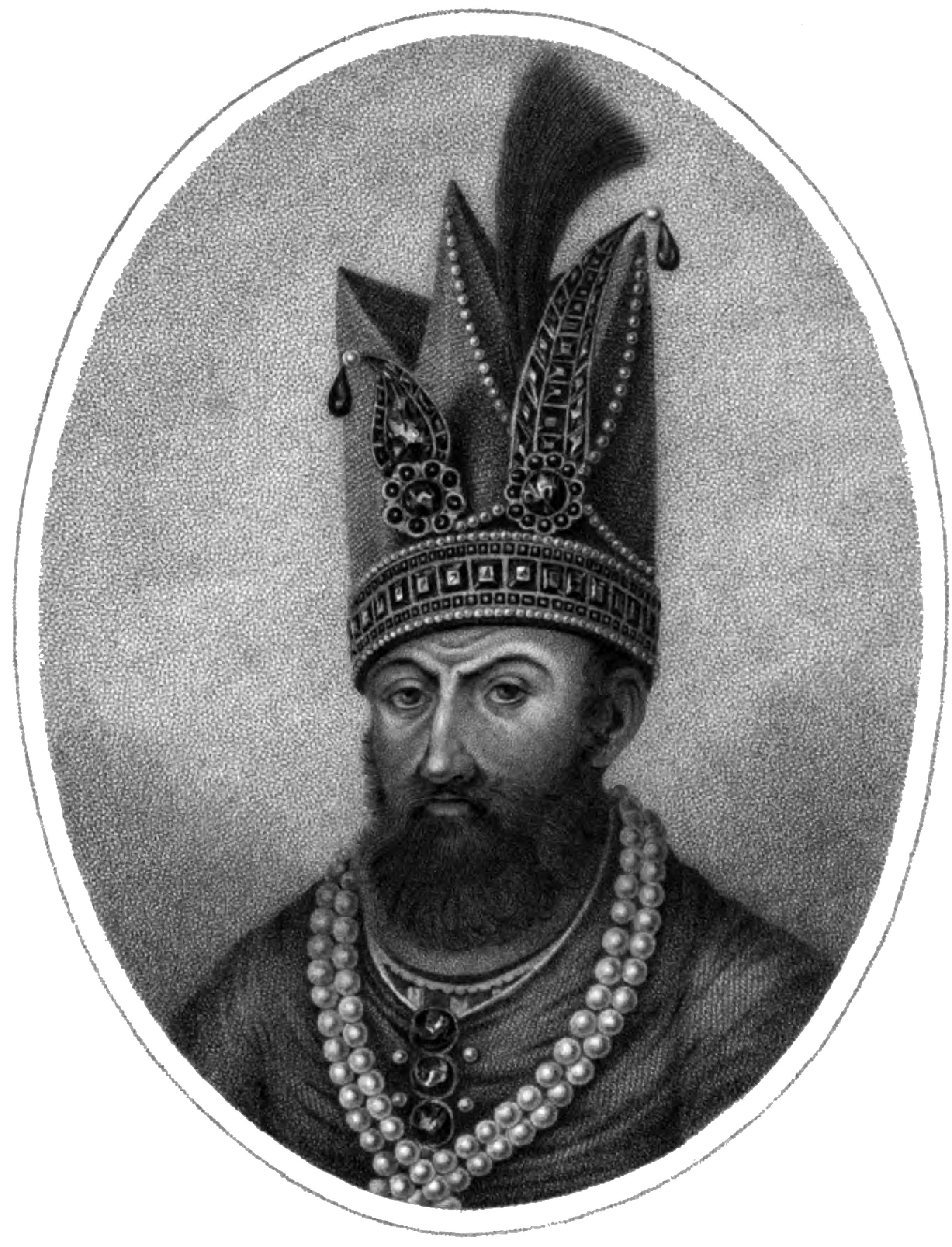
Nadir Shah

- Nadir Afonso, pittore e architetto portoghese
- Nadir Belhadj, calciatore francese naturalizzato algerino
- Nadir Çiftçi, calciatore turco
- Nadir Haroub, calciatore tanzaniano
- Nadir Khayat, vero nome di RedOne, musicista e produttore discografico marocchino naturalizzato svedese
- Nadir Lamyaghri, calciatore marocchino
- Nadir Minotti, calciatore italiano
- Nadir Mirza, governatore del Khorasan
- Nadir Moknèche, regista francese
- Nadir Nəbiyev, calciatore azero
- Nadir Quinto, illustratore e fumettista italiano
- Nadir Shah, scià di Persia
- Nadir Şükürov, calciatore azero
- Nadir Tedeschi, politico italiano
- Nadir Zortea, calciatore italiano

### Variante maschile Nader
- Nader Al-Massri, mezzofondista palestinese
- Nader Al Tarhouni, calciatore libico
- Nader El-Sayed, calciatore egiziano
- Nader Ghandri, calciatore tunisino
- Nader Kara, calciatore libico
- Nader Sadek, artista egiziano

### Femminile
- Nadir Léa Bazzani, cestista brasiliana
- Nadir Caselli, attrice e modella italiana
- Nadir Manuel, cestista angolana